# Prinzhöfte
Prinzhöfte là một đô thị thuộc huyện Oldenburg bang Niedersachsen, Đức. Đô thị này có diện tích 41,98 km².